# 삼성 갤럭시 J1
삼성 갤럭시 J1은 삼성 갤럭시 J 시리즈 중 하나로, 삼성전자가 2015년 1월 공개한 저사양 안드로이드 스마트폰이다.

## 색상
- 블랙
- 화이트
- 블루

## 상세
삼성전자의 초저사양 스마트폰이다. 2015년에 출시된 스마트폰이나, 2010년 갤럭시 S와 2011년 갤럭시 S2의 중간급 성능을 발휘한다. 삼성 Z1 과도 사양이 유사하다.
4G LTE는 지원하지 않으며 3G WCDMA와 2G GSM만을 지원한다. 애초에 통신 모뎀 솔루션이 AP에 통합된 원칩 AP이며 통합된 모뎀 자체가 4G LTE를 지원하지 않는다. 또한 출시 지역이 지역인 만큼 듀얼심이 지원된다. 이후, 4G LTE 모델이 추가로 출시되었다.
배터리는 착탈식 1850 mAh을 사용한다.
후면 카메라의 경우 오토포커스, LED 플래시, 500만 화소가 탑재되어 있고, 전면 카메라의 경우 200만 화소가 탑재되어 있다.
운영 체제는 안드로이드 킷캣 4.4를 기본 탑재하였으며, 공개 당시 펌웨어 버전은 4.4.4이다. 또한, 미국 출시 버전은 안드로이드 롤리팝 5.0 이 기본으로 탑재되어 있다. 공개 당시 펌웨어는 5.0.2였다.
미국 출시 버전은 AP가 퀄컴 스냅드래곤 410 MSM8916으로 교체되었으며, 메모리 역시 1 GB RAM이 8 GB 내장 메모리로 교체되었다.
미국의 통신사 버라이즌을 통해 출시되었다.

## 같이 보기
- 삼성 갤럭시
- 삼성 갤럭시 J 시리즈